# سام غولدمان
سام غولدمان (بالإنجليزية: Sam Goldman)‏ هو لاعب كرة قدم أمريكية أمريكي، ولد في 6 نوفمبر 1916 في كليفلاند في الولايات المتحدة، وتوفي في 8 نوفمبر 1978 في بينساكولا في الولايات المتحدة.